# Луньякко
Луньякко (італ. Lugnacco, п'єм. Lugné) — муніципалітет в Італії, у регіоні П'ємонт,  метрополійне місто Турин.
Луньякко розташоване на відстані близько 550 км на північний захід від Рима, 45 км на північ від Турина.
Населення — 381 особа (2014).

## Демографія
Населення за роками:

Станом на 31 грудня 2014 року в муніципалітеті офіційно проживало 30 іноземців з 12 країн, серед них 22 громадяни країн Євросоюзу.

## Сусідні муніципалітети
- Аліче-Суперіоре
- Кастелламонте
- Кастельнуово-Нігра
- Фйорано-Канавезе
- Лоранце
- Меульяно
- Парелла
- Пекко
- Куальюццо
- Вістроріо